# Heinz Blume (Politiker, 1919)
Heinz Blume (* 7. November 1919 in Berlin-Lichtenberg; † 7. April 1997 in Berlin) war ein deutscher Politiker (SPD).
Heinz Blume besuchte eine Oberrealschule und machte eine kaufmännische Lehre. Er wurde Kaufmann. Im Zweiten Weltkrieg wurde er 1940 von der Wehrmacht eingezogen.
Nach dem Krieg wurde Blume 1945 Schulhelfer in der Schulverwaltung im Berliner Bezirk Friedrichshain und trat der SPD bei. Da Wilhelm Mardus zum Bezirksbürgermeister von Friedrichshain gewählt wurde, konnte Blume im Februar 1947 in die Stadtverordnetenversammlung von Groß-Berlin nachrücken. Bei der folgenden Berliner Wahl 1948 wurde er wieder gewählt, bis er Ende 1950 aus dem Parlament ausschied.